# Anuradha Cooray

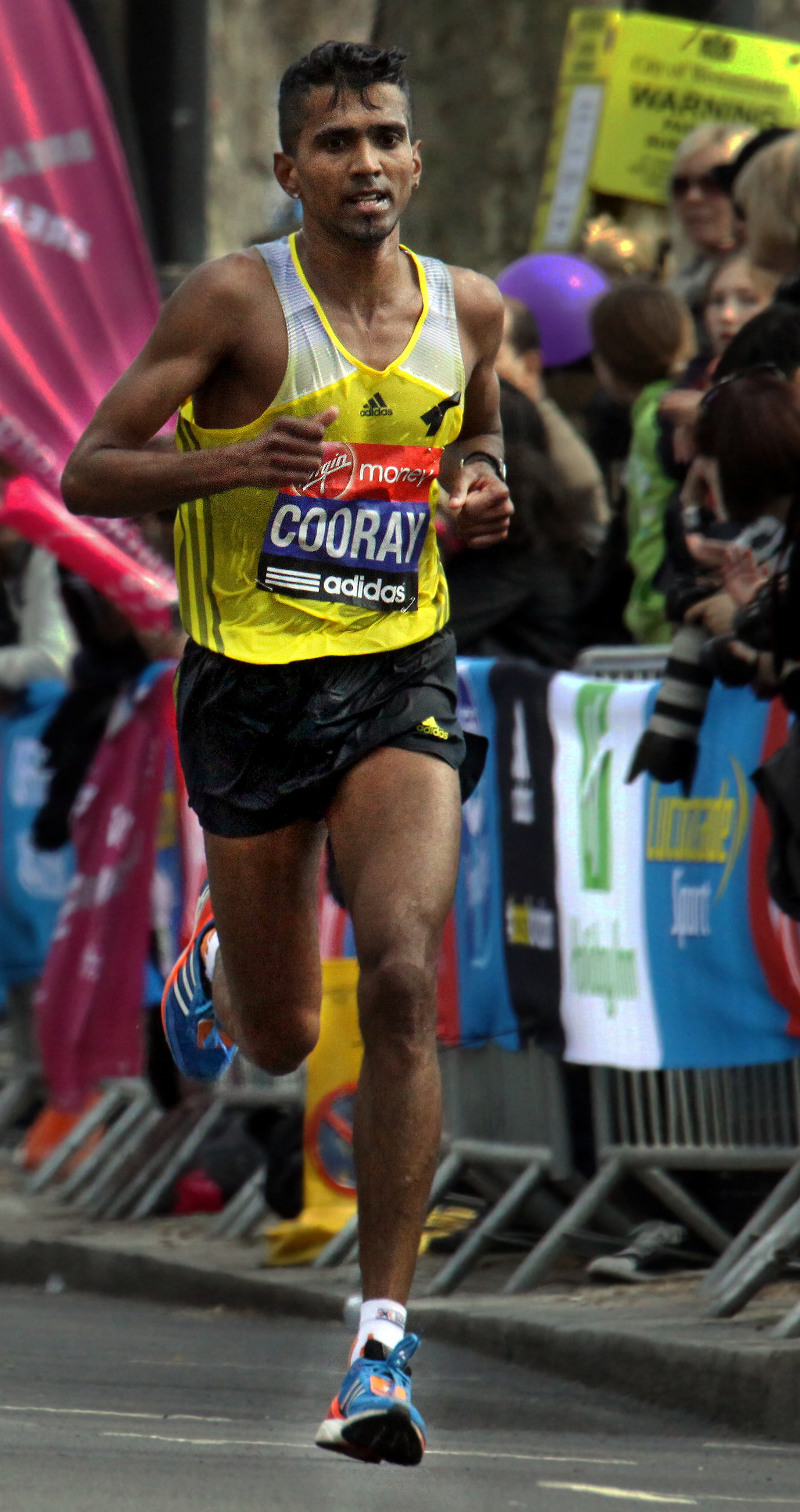
Anuradha Cooray under London Marathon 2013.

Anuradha Indrajith Cooray, född 24 mars 1978, är en lankesisk maratonlöpare och innehavare av det nationella rekordet på såväl maraton som 10 000 meter. Han deltog vid de Olympiska sommarspelen 2004 där han kom på 30:e plats av de 113 som deltog med tiden 2:19:24.. Samma år vann han guld i South Asian Games Islamabad, Pakistan, på sin bästatid 2:16:36. Innan han satsade på maraton hade han varit en 5000 och 10 000-meterslöpare. Cooray har Nick Taylor som tränare. 

## Bästa personresultat
- Maraton: 2:16:36
- 10 000 meter: 29:32

## London Maraton
Cooray deltog i London Marathon 2012 och 2013. 2012 kom han på 23:e plats och 2013 blev placeringen 14. 

### Fotnoter
1. ↑  ”Anuradha Cooray”. Sports-Reference.com. Arkiverad från originalet den 17 januari 2011. https://web.archive.org/web/20110117045545/http://www.sports-reference.com/olympics/athletes/co/anuradha-cooray-1.html. Läst 16 februari 2010.
2. ↑  Martha De Lacey (25 juli 2012). ”Greggs employee from Aylesbury, Buckinghamshire, and Sri Lankan Olympic marathon runner Anuradha Cooray eats pasties | Mail Online”. Dailymail.co.uk. http://www.dailymail.co.uk/femail/article-2178118/Greggs-employee-Aylesbury-Buckinghamshire-Sri-Lankan-Olympic-marathon-runner-Anuradha-Cooray-eats-pasties.html. Läst 28 maj 2013.